# ARA Intrépida (P-85)
La ARA Intrépida (P-85) es una lancha rápida de la Armada Argentina.

## Construcción y características
La Intrépida fue construida por Lürssen en Bremen, República Federal de Alemania, por un contrato de 1970. Fue incorporada por la Armada Argentina el 20 de julio de 1974. La pequeña lancha tiene un desplazamiento de 268 toneladas, una eslora de 45,4 metros, una manga de 7,4 m y un calado de 2,3 m.
Su armamento consiste en un cañón compacto Oto Melara de calibre 76 milímetros, dos cañones Bofors de 40 mm, dos lanzacohetes Oerlikon de 81 mm y dos tubos lanzatorpedos de 533,4 mm.

## Servicio operativo

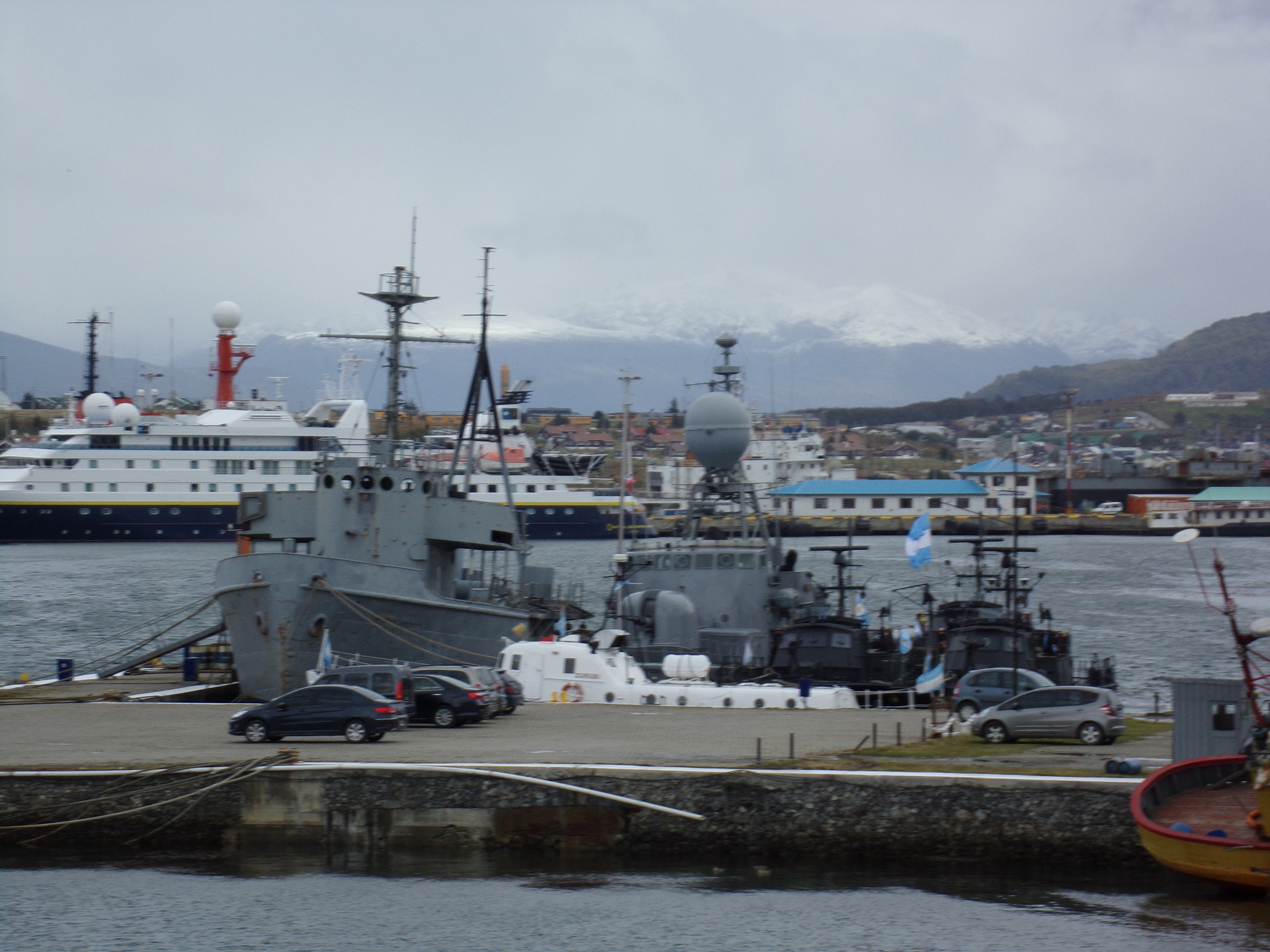
ARA Intrépida (a la izquierda)

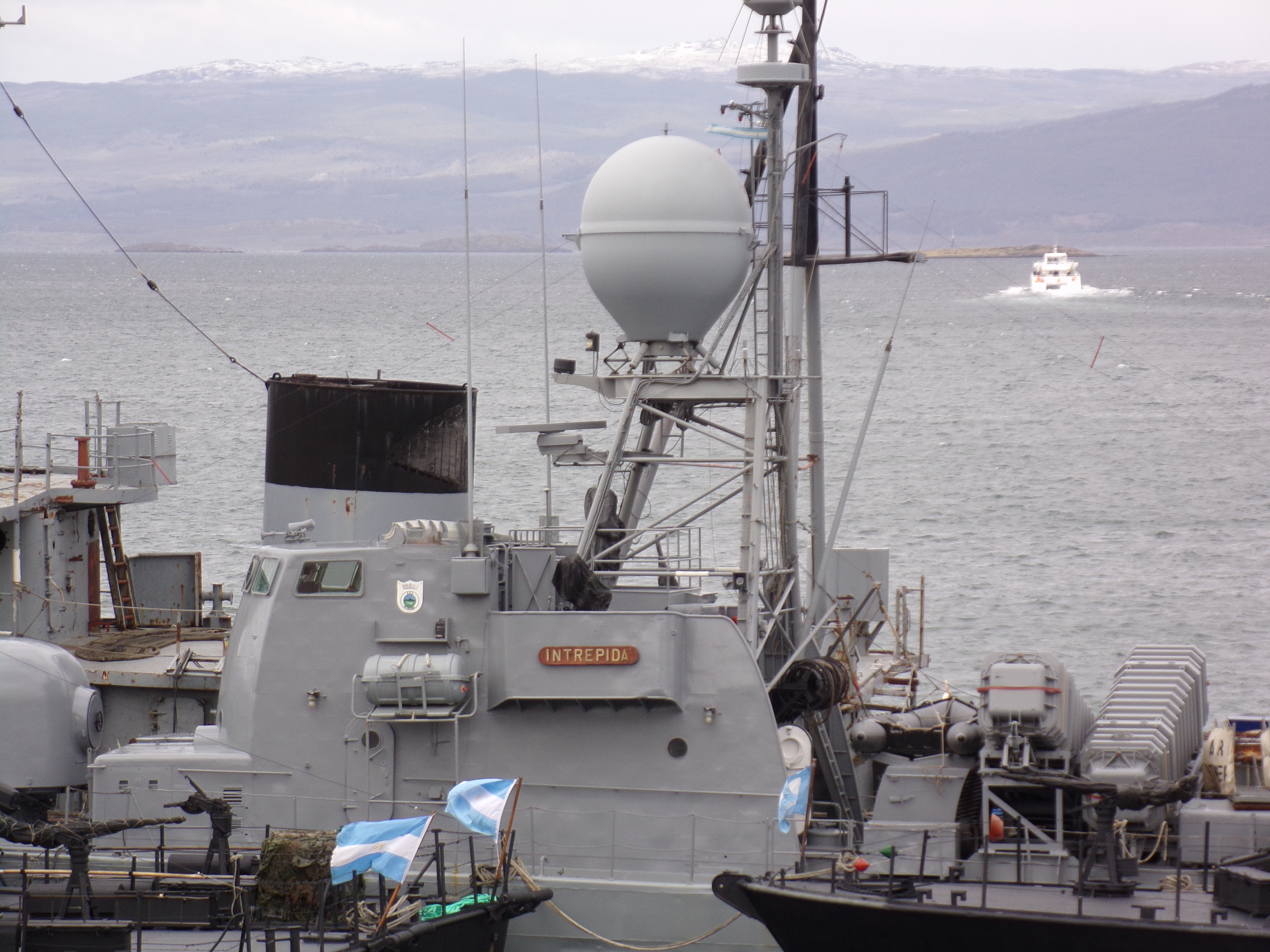
Detalle

Actualmente prestan servicio en el Área Naval Austral en la ciudad de Ushuaia, desde donde operan patrullando los canales e islas de la zona austral. Como parte de su misión primordial, colaboran con el recambio de personal de los puestos de vigilancia y control del tránsito marítimo en el Canal de Beagle y la Isla de los Estados. Ha intervenido en varias operaciones de rescate, las cuales se acrecientan por las extremas condiciones naturales de ese escenario.
Asistió en 2001, al crucero Caledonian Star del National Geographic Society, averiado durante el cruce del Pasaje de Drake.

### Década de 2010
Las actividades operativas son variadas. La participación en ejercicios conjuntos y combinados es constante, manteniendo el adiestramiento de sus tripulaciones en una difícil área como lo es la de los canales fueguinos. Además, es frecuente que la unidad colabore en el relevamiento y reaprovisionamiento de los puestos de vigilancia y control de tránsito marítimo en la Isla de los Estados y el Canal de Beagle. Durante un relevamiento, la unidad contribuyó en la construcción de obras de acceso al Faro del Fin del Mundo.
En 2010, prestó apoyo a la Regata Bicentenario Velas Sudamérica 2010, en su tránsito por los mencionados canales.
Luego del rescate de la tripulación sobreviviente del velero polaco Nashachata, correspondió a la patrullera Intrépida la recuperación de los cuerpos de tripulantes fallecidos, para lo cual llevó consigo botes Zodiac, infantes de marina y personal médico.
A mediados de 2012, se trasladó a la Base Naval Puerto Belgrano, apoyada por la corbeta ARA Granville, para ser sometida a un carenado completo, cambio de tres motores y recorrido de un cuarto. Las tareas se extendieron hasta mediados de 2013, momento en que regresó a la Base Naval Ushuaia.
En marzo de 2014, brindó apoyo y escolta a la regata Velas Latinoamérica 2014.